# Papieska Rada ds. Nowej Ewangelizacji
Papieska Rada ds. Nowej Ewangelizacji (łac. Pontificium Consilium de Nova Evangelizatione Promovenda) była jedna z dykasterii Kurii Rzymskiej działających przy Stolicy Apostolskiej. Zadaniem Rady jest promowanie odnowionej ewangelizacji w krajach, które już usłyszały pierwsze głoszenie wiary i gdzie od wieków istnieją Kościoły, lecz teraz doświadcza się "postępującej sekularyzacji społeczeństwa i swoistego zaniku wrażliwości na Boga". Zajmuje się studiowaniem możliwości używania nowych form komunikacji jako instrumentów "nowej ewangelizacji". Na mocy motu proprio Fides per doctrinam Papieska Rada ds. nowej Ewangelizacji:
§ 1. jest odpowiedzialna za krzewienie formacji religijnej wiernych każdego wieku i stanu;
§ 2. posiada uprawnienia do wydawania odpowiednich norm, aby nauczanie katechezy było prowadzone w odpowiedni sposób, zgodnie z niezmienną tradycją Kościoła;
§ 3. jej zadaniem jest czuwanie, aby formacja katechetyczną była prowadzona prawidłowo, zgodnie z celami i metodologią, według wskazań Magisterium Kościoła;
§ 4. udziela wymaganego zatwierdzenia Stolicy Apostolskiej dla katechizmów i innych pism dotyczących katechezy, za zgodą Kongregacji Nauki Wiary;
§ 5. pomaga biurom katechetycznym w obrębie w Konferencji Episkopatów, śledzi ich inicjatywy dotyczące formacji religijnej oraz wydarzeń o charakterze międzynarodowym, koordynuje ich działania i ewentualnie udziela im niezbędnego wsparcia.
Do zniesienia dykasterii funkcję przewodniczącego rady pełnił abp Rino Fisichella.

## Historia
Papież Benedykt XVI ogłosił powstanie Rady w czerwcu 2010. W październiku 2010 na mocy motu proprio Ubicumque et Semper Rada została oficjalnie erygowana. W styczniu 2013 Benedykt XVI listem apostolskim w formie motu proprio Fides per doctrinam przeniósł katechezę z Kongregacji ds. Duchowieństwa do Papieskiej Rady ds. Nowej Ewangelizacji. Przeniósł również do niej Międzynarodową Radę ds. Katechezy.
W związku z reformą Kurii Rzymskiej ogłoszoną w konstytucji apostolskiej Praedicate Evangelium z dniem 5 czerwca 2022 Papieska Rada ds. Nowej Ewangelizacji została zniesiona i połączona z Kongregacją ds. Ewangelizacji Narodów tworząc Dykasterię ds. Ewangelizacji.

## Ostatni zarząd kongregacji
- Przewodniczący: abp Rino Fisichella
- Sekretarz: abp José Octavio Ruiz Arenas
- Podsekretarz: ks. prał. Graham Bell

- Konsultorzy[6]:
  - ks. Fernando Ocariz, wikariusz generalny Opus Dei
  - Kiko Argüello, inicjator Drogi Neokatechumenalnej
  - ks. Julián Carrón, Comunione e Liberazione
  - ks. Pascual Chávez, generał Salezjanów, przewodniczący obu unii przełożonych generalnych zakonów męskich
  - ks. François-Xavier Dumortier, jezuita
  - Pierangelo Sequeri, prof. teologii, Włochy
  - Sara Butler, prof. teologii, USA
  - s. Mary Lou Wirtz, matka generalna Zgromadzenia Córek Najświętszych Serc Jezusa i Maryi
  - Chiara Amirante, stowarzyszenie "Nowe Horyzonty"
  - Lucetta Scaraffia, prof. sztuki współczesnej
  - Ks. prof. Henryk Seweryniak, kierownik Katedry Eklezjologii i Prakseologii Apologijnej UKSW oraz Sekcji Teologii Fundamentalnej UKSW w Warszawie